# Суходол (Кесовогорский район)
Суходол — деревня в Кесовогорском районе Тверской области, входит в состав Елисеевского сельского поселения.

## География
Деревня находится в 2 км на восток от центра поселения деревни Елисеево и в 6 км на юго-восток от райцентра посёлка Кесова Гора.

## История
В 1819 году в селе была построена каменная Михаилоархангельская церковь с 3 престолами. 
В конце XIX — начале XX века село являлось центром Елисеевской волости Кашинского уезда Тверской губернии. 
С 1929 года деревня являлась центром Суходольского сельсовета Кесовогорского района Бежецкого округа Московской области, с 1935 года — в составе Калининской области, с 1994 года — в составе Елисеевского сельского округа, с 2005 года — в составе Елисеевского сельского поселения.

## Население
| 1859 | 1889 | 2002 | 2010 |
| ---- | ---- | ---- | ---- |
| 342  | ↗419 | ↘34  | ↘33  |

## Достопримечательности
В деревне расположена недействующая Церковь Михаила Архангела (1819).